# Чернозатонский, Леонид Александрович
Леонид Александрович Чернозатонский (1 октября 1943, с. Усть-Заостровка, Омская область, СССР) — советский и российский учёный-физик, доктор физико-математических наук, главный научный сотрудник Института биохимической физики имени Н. М. Эмануэля РАН, Лауреат Государственной премии Российской Федерации (2003).

## Биография
Леонид Александрович Чернозатонский родился в 1943 году. В 1967 году окончил Московский инженерно-физический институт (МИФИ), в 1973 году получил степень кандидата физико-математических наук, закончив аспирантуру в МФТИ, в 1985 году защитил докторскую диссертацию в Институте общей физики АН СССР. В 1994 году был удостоен научного звания профессора.

## Научная деятельность
Л. А. Чернозатонский и соавторы, независимо от Сумио Иидзимы, синтезировали углеродные нанотрубки. В дальнейшем Л. А. Чернозатонский внёс существенный вклад в развитие области углеродных нанотрубок. Так, он впервые предсказал возможность формирования из них соединений (junction), предложив и рассмотрев их атомные структуры. Было установлено, что структуры с «петлями» могут проявлять квантовые размерные эффекты при прохождении через них электрического тока. Также было обнаружено, что в соседних фрагментах трубки может наблюдаться квантовая интерференция, аналогичная эффектам в интегральной оптике.
С помощью теории функционала электронной плотности было исследовано влияние периодической водородной пассивации на электронные свойства графена. Был обнаружен эффект трансформации зонной структуры из металлической в полупроводниковую, косвенно подтвержденный экспериментально.
Л. А. Чернозатонским была предложена модель сверхтвердого материала на основе фуллерена.
Им была предсказана возможность формирования ультратонких алмазных пленок, названных диаманами, детально исследована их динамическая стабильность и физико-химические свойства. Следует отметить, что данные плёнки были успешно синтезированы.
Л. А. Чернозатонский — автор более 280 научных статей и глав в книгах. Цитирование работ (по данным на ноябрь 2023 г.) — более 6000, индекс Хирша 39.

## Увлечения и хобби
Помимо своей основной увлеченности — науки — Л. А. Чернозатонский пишет стихи, картины, увлекается фотографией. Его картины выставлялись на ряде выставок.